# Cometes rileyi
Cometes rileyi är en skalbaggsart som beskrevs av Hovore och Santos-silva 2007. Cometes rileyi ingår i släktet Cometes och familjen långhorningar. Inga underarter finns listade i Catalogue of Life.